# Medio (Bankwesen)
Medio (lat. medius: „in der Mitte befindlich“) bezeichnet im Bankwesen die Monatsmitte (der 15. des Monats).
Relevant ist der Medio im Berichtswesen (interne Berichte) und im Meldewesen (Berichte an die Bankenaufsicht über die Situation der Bank) sowie bei Termingeschäften, da diese in einigen Ländern am Medio liquidiert werden.
Wesentlich bekannter ist der Begriff Ultimo, der das Monatsende bezeichnet.